# Newirelandpetrell
Newirelandpetrell (Pseudobulweria becki) är en akut utrotningshotad havsfågel inom familjen liror. Det är en av de minst kända av alla havsfåglar. Bland annat är häckningsplatsen okänd.

## Utseende
Newirelandpetrellen är en rätt liten (29 cm) petrell med glansigt brunt på ovansida, huvud och strupe, medan den är vit på bröst och buk. Undersidan av vingen är mörk med ett ganska distinkt vitt vingband. Buken och bröstet är vitt. Den flyger över havet med raka vingar med något bakåtvinklade vingspetsar. Jämfört med tahitipetrellen är den tydligt mindre med slankare näbb.

## Läte
Lätet är okänt.

## Utbredning
Newirelandpetrell var tidigare enbart känd utifrån två exemplar: en hona insamlad 1928 öster om New Ireland och en hane insamlad 1929 nordost om Rendova, Salomonöarna. 2005 fotograferades en petrell i australiensiska Korallhavet som var mindre än den vanligare tahitipetrellen och som hade ljust bröst och kortare och bredare vinge. Observationen har inte officiellt godkänts av Royal Australasian Ornithologists Unions raritetskommitée eftersom arten vid tiden för rapporten inte hade anträffats på nästan 80 år.
Fler observationer har dock efter detta gjorts i Bismarckarkipelagen och vid Salomonöarna. I juli och augusti 2007 lyckades den israeliske ornitologen Hadoram Shirihai observera och fotografera ungefär 30 individer, både adulta och juvenila. Flest observationer gjordes i närheten av Cape St George, New Ireland. Ett dött specimen samlades även in. 2012 sågs minst 100 fåglar och 2016 300. Utanför New Ireland sågs två individer nära Efate i Vanuatu february 2010 och ett möjligt fynd finns även från Korallhavet öster om Stora Barriärrevet.
Var arten häckar är ännu okänt, men ett område det spekuleras kring är bergsskogar på södra New Ireland på de övre slutningarna av berget Agil eller längre söderut på berget Gilut. Det har också föreslagits att ön Western Providence i Salomonöarna kan rymma passande häckningsmiljö. Petreller besöker ofta bara sina bon om natten och flyttar snabbt bort från sina häckningsplatser så fort ungarna är flygga vilket gör bona svåra att finna.

## Status
Trots att arten återupptäckts och flera hundra individer påträffats behåller internationella naturvårdsunionen IUCN arten i kategorin akut hotad.

## Namn
Fågelns vetenskapliga artnamn hedrar den amerikanska ornitologen Rollo Howard Beck (1870-1950). Tidigare kallades den beckpetrell även på svenska, men justerades 2023 till ett mer informativt namn av BirdLife Sveriges taxonomikommitté.